# Jean-Louis-Paul-Marie Petibon
Jean-Louis-Paul-Marie Petibon, francoski general, * 1892, † 1973.